# Benjamin Rondeau
Pour les articles homonymes, voir Rondeau.
Benjamin Rondeau, né à Verdun le 1er octobre 1983, est un rameur qui pratique l'aviron avec l'équipe de France. Il mesure 1,97 m pour 103 kg.

## Biographie
Il a remporté la médaille de bronze aux Jeux olympiques d'été de Beijing 2008 en  quatre de pointe sans barreur masculin  (4-) avec Dorian Mortelette, Germain Chardin et Julien Desprès.
Il est 2 fois champion du monde junior : en 2000 en quatre avec barreur (4+) à Zagreb en Croatie et 2001 en deux sans barreur (2-) à Duisbourg en Allemagne.
Il est champion du monde des moins de 23 ans en 2004 en deux sans barreur (2-) à Poznań en Pologne.
Il est aussi champion d'Europe en 2008 en huit avec barreur (8+) à Athènes en Grèce.
Benjamin Rondeau pratique également le surfboat depuis plusieurs années maintenant. 
Il a participé aux championnats du monde de 2004, 2006 et 2014.
Distinctions honorifiques :
Médaille d'or de la jeunesse et des sports.
Chevalier de l'ordre national du mérite.